# 2 octobre 1906
Le mardi 2 octobre 1906 est le 275e jour de l'année 1906.

## Naissances
- Michel Carrier (mort le 5 janvier 1981), homme politique français
- Robert Vattier (mort le 9 décembre 1982), comédien français
- Saïd Boualam (mort le 8 février 1982), militaire et homme politique français
- Ivan Bagriany (mort le 25 août 1963), écrivain, essayiste, dramaturge et militant ukrainien
- Thomas Hollway (mort le 30 juillet 1971), homme politique australien

## Décès
- Ravi Varmâ (né le 29 avril 1848), peintre indien

## Autres événements
- Approbation des constitutions des Sœurs missionnaires du Précieux-Sang